# Commiphora wightii
Commiphora wightii là một loài thực vật có hoa trong họ Burseraceae. Loài này được (Arn.) Bhandari mô tả khoa học đầu tiên năm 1965.

## Hình ảnh

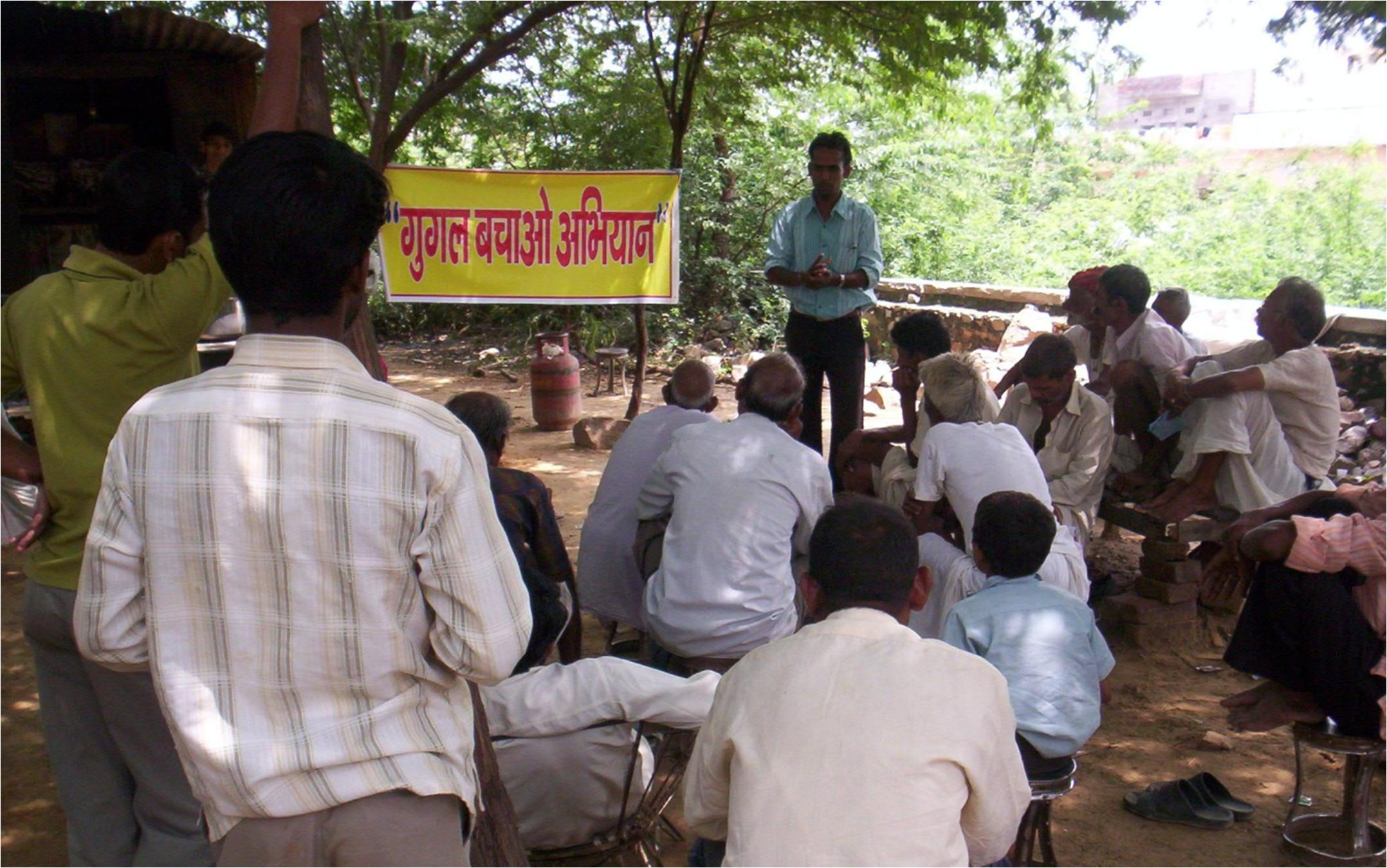
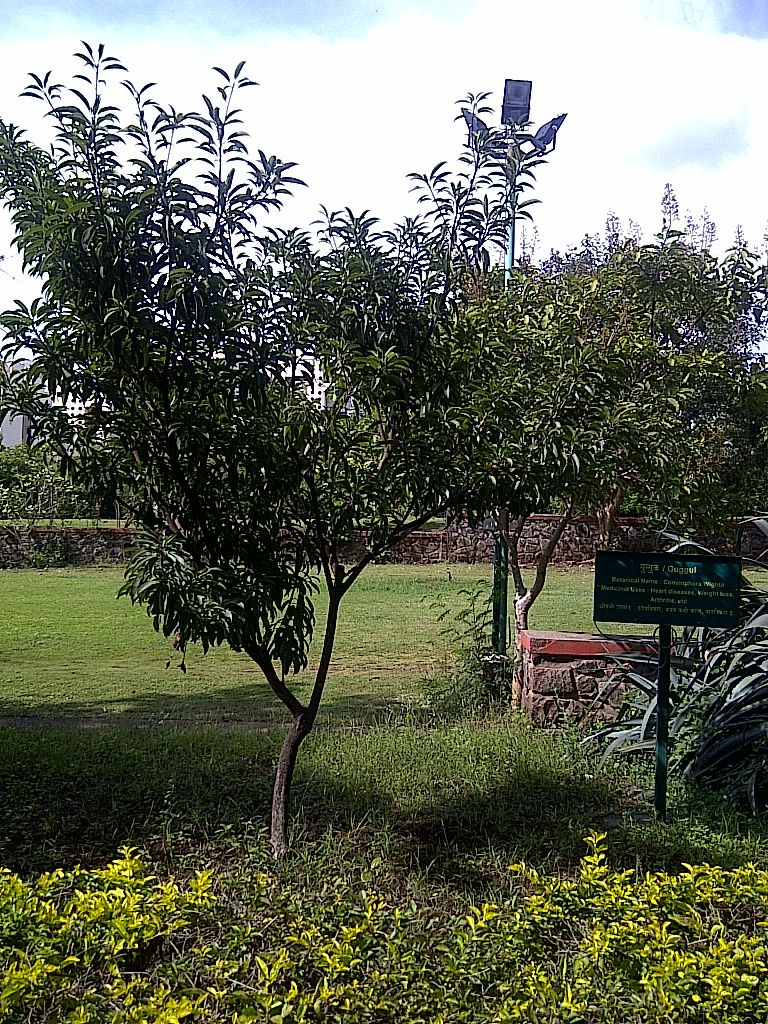
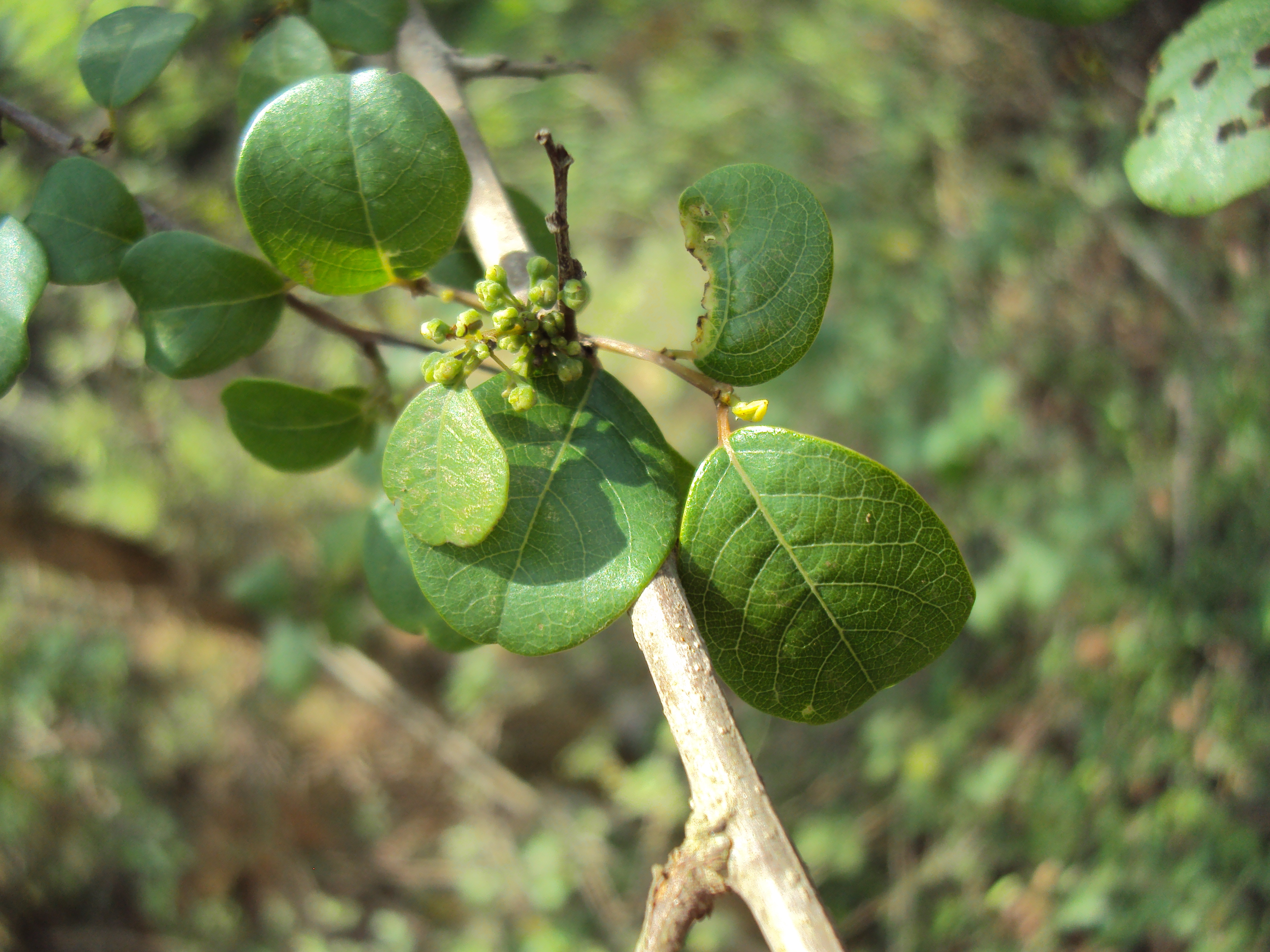
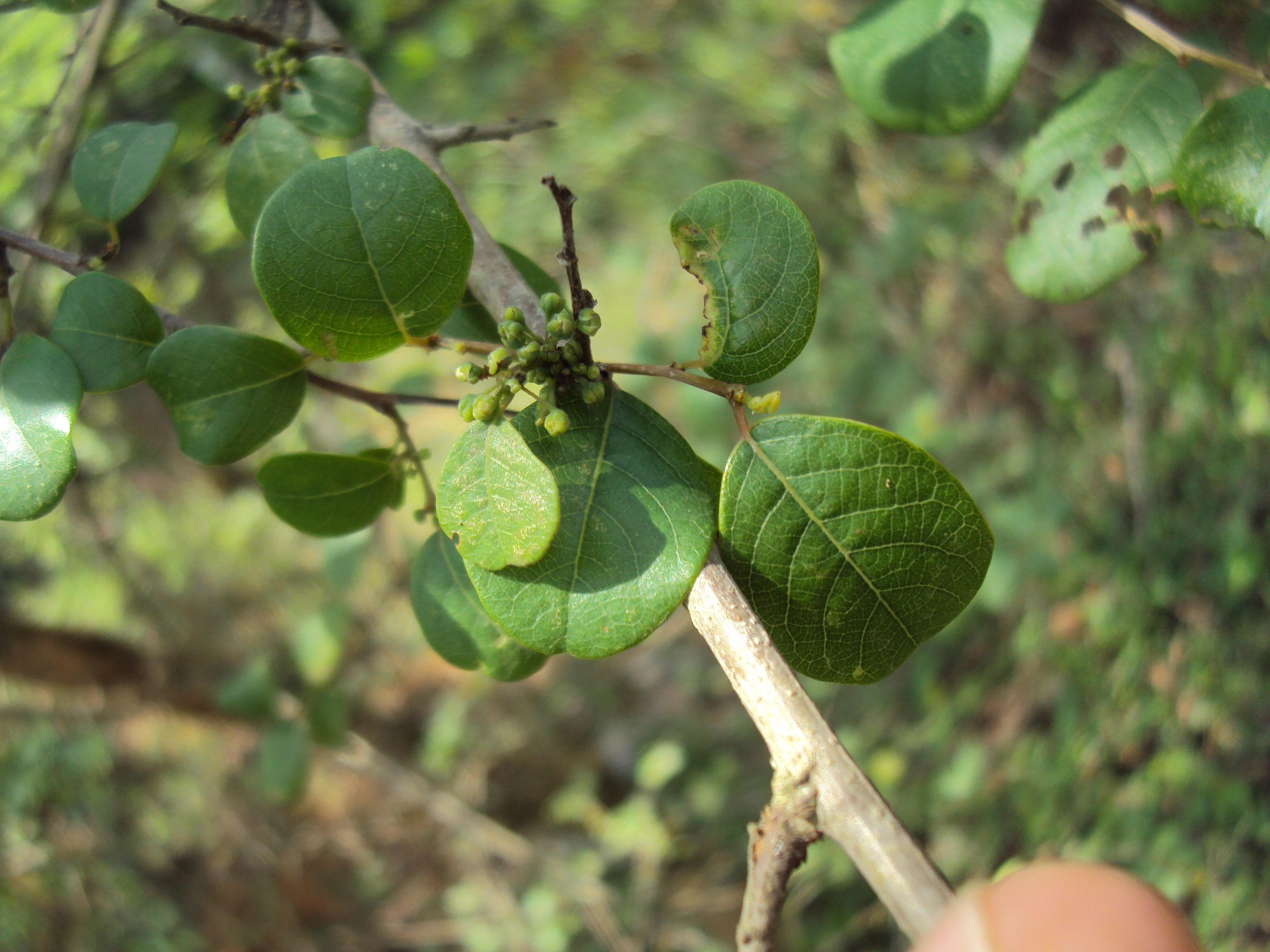